# تپه اوش داش
تپه اوش داش در شهرستان قزوین، بخش کوهین، روستای سنجانک واقع شده و این اثر در تاریخ ۲۵ خرداد ۱۳۸۱ با شمارهٔ ثبت ۵۷۱۴ به‌عنوان یکی از آثار ملی ایران به ثبت رسیده است.